# Walter Abbott
Walter Abbott (ur. 7 grudnia 1877 w Birmingham; zm. 1 lutego 1941) – angielski piłkarz, pomocnik lub napastnik.
Według spisu ludności z 1881 roku mieszkał na 10 Macdonald Street w Birmingham i był najmłodszym synem Mary Abbott. Jego ojciec zmarł, gdy miał prawie trzy lata.
Karierę rozpoczął w Rosewood Victoria, a w 1896 roku dołączył do Small Heath FC. W sezonie 1898/1899 z 33 bramkami na koncie został najlepszym strzelcem Second Division. Następnie zaczął grać w Evertonie. Z klubem tym w 1902 i 1905 roku został wicemistrzem Anglii, a w 1906 roku zdobył Puchar Anglii. W 1908 roku przeszedł do Burnley. Po dwóch latach powrócił do Small Heath FC, znanego wówczas jako Birmingham FC. Karierę zakończył w 1911 roku z powodu kontuzji.
3 marca 1902 roku zadebiutował w reprezentacji Anglii w meczu z Walią (0:0).
Po zakończeniu kariery znalazł zatrudnienie w Birmingham Motor Industry.